# Il ponte di San Luis Rey (film 1929)
Il ponte di San Luis Rey (The Bridge of San Luis Rey) è un film del 1929 diretto da Charles Brabin.